# Csíkos tücsökmadár

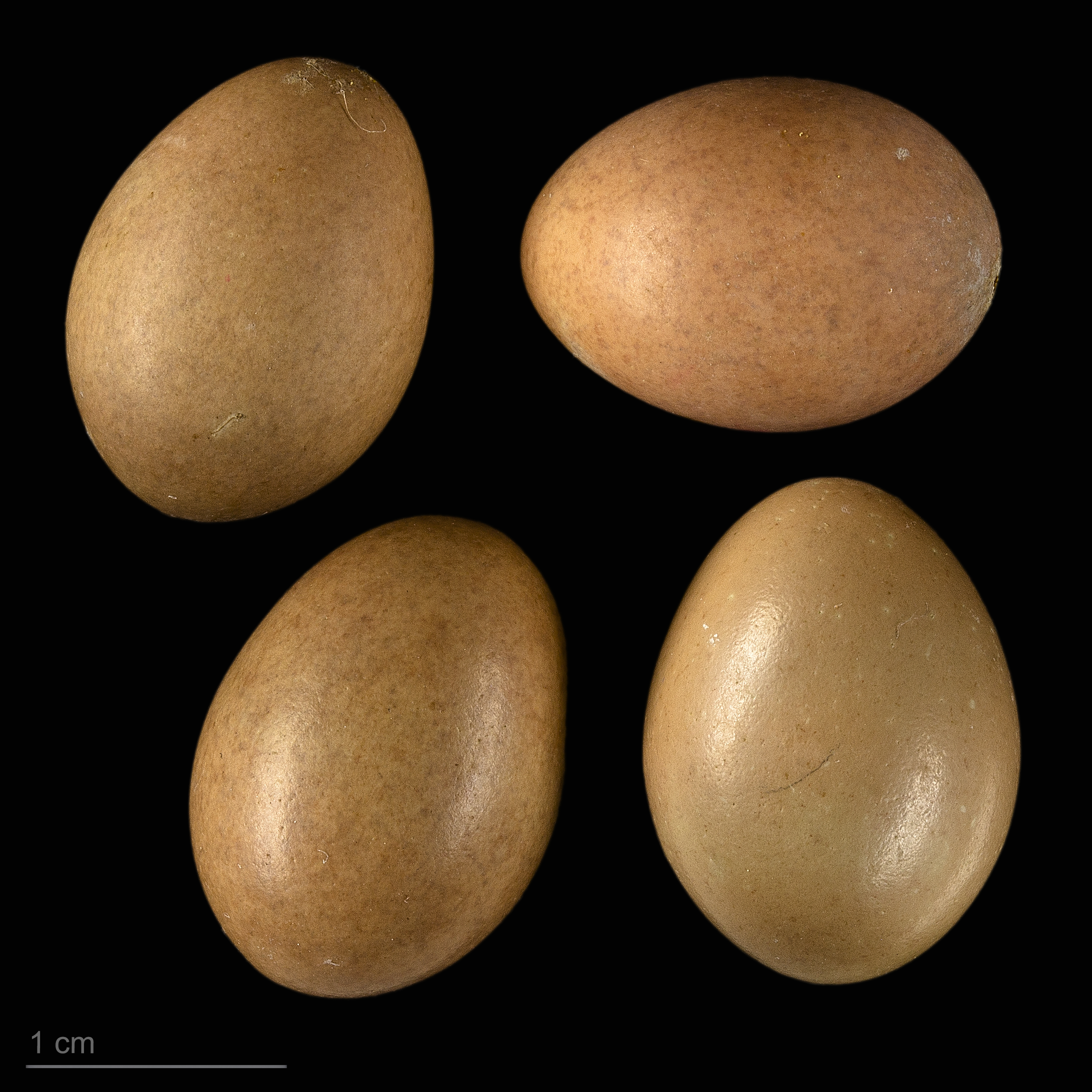
Locustella certhiola

A csíkos tücsökmadár (Helopsaltes certhiola) a verébalakúak (Passeriformes) rendjébe, ezen belül a tücsökmadárfélék (Locustellidae) családjába és a Helopsaltes nembe tartozó faj. 13-14 centiméter hosszú. Ázsia közép és középkeleti részén költ, dél és délkeleti részén telel, kóborló példányai akár a Shetland-szigetekig is eljuthatnak. A vízhez közeli magas fűvel benőtt területeket kedveli. Többnyire rovarokkal táplálkozik, de magokat is fogyaszt. Júniustól júliusig költ, fészekalja 4-7 tojásból áll.

## Alfajok
- H. c. rubescens (Blyth, 1845) – költőterülete az Irtis-folyótól az Ohotszki-tengerig terjed, dél- és délkelet-Ázsiában telel;
- H. c. sparsimstriata (Meise, 1934) – költőterülete dél-Szibáriától észak-Mongóliáig terjed, dél- és délkelet-Ázsiában telel;
- H. c. certhiola (Pallas, 1811) – költőterülete a Bajkálontúltól északkelet-Kínáig terjed, Délkelet-Ázsiában telel;
- H. c. centralasiae (Sushkin, 1925) – költőterülete kelet-Kazahsztán, északkelet-Kirgizisztán, valamint az Altajtól észak-Kínáig terjed, Indiától Mianmarig vándorol telelni.

## Fordítás
- Ez a szócikk részben vagy egészben  a   Pallas's grasshopper warbler című angol Wikipédia-szócikk fordításán alapul.  Az eredeti cikk szerkesztőit annak laptörténete sorolja fel. Ez a jelzés csupán a megfogalmazás eredetét és a szerzői jogokat jelzi, nem szolgál a cikkben szereplő információk forrásmegjelöléseként.